# Municipio de Grand Valley
El municipio de Grand Valley (en inglés: Grand Valley Township) es un municipio ubicado en el condado de Dickey en el estado estadounidense de Dakota del Norte. En el año 2010 tenía una población de 25 habitantes y una densidad poblacional de 0,27 personas por km².

## Geografía
El municipio de Grand Valley se encuentra ubicado en las coordenadas 46°4′9″N 98°49′7″O / 46.06917, -98.81861. Según la Oficina del Censo de los Estados Unidos, el municipio tiene una superficie total de 93.78 km², de la cual 93,36 km² corresponden a tierra firme y (0,45 %) 0,42 km² es agua.

## Demografía
Según el censo de 2010, había 25 personas residiendo en el municipio de Grand Valley. La densidad de población era de 0,27 hab./km². De los 25 habitantes, el municipio de Grand Valley estaba compuesto por el 96 % blancos, el 4 % eran de otras razas. Del total de la población el 4 % eran hispanos o latinos de cualquier raza.